# ريتشارد بوون تشيذام
ريتشارد بوون تشيذام (بالإنجليزية: Richard Boone Cheatham)‏ هو سياسي أمريكي، ولد في 8 ديسمبر 1824 في سبرينغفيلد في الولايات المتحدة، وتوفي في 7 مايو 1877 في ناشفيل في الولايات المتحدة. انتخب عضو مجلس نواب تينيسي.